# Haageocereus pluriflorus
Haageocereus pluriflorus ist eine Pflanzenart in der Gattung Haageocereus aus der Familie der Kakteengewächse (Cactaceae). Das Artepitheton pluriflorus leitet sich von den lateinischen Worten pluri für ‚viele‘  sowie florus für ‚blütig‘ ab und verweist auf die zahlreichen Blüten.

## Beschreibung
Haageocereus pluriflorus wächst strauchig mit von der Basis aus verzweigten Trieben und erreicht Wuchshöhen von bis zu 80 Zentimeter. Die zylindrischen, hell graugrünen Triebe erreichen einen Durchmesser von bis zu 10 Zentimeter. Es sind acht bis 13 Rippen vorhanden. Die gelblichen Dornen besitzen eine dunklere Spitze. Die ein bis zwei Mitteldornen sind abwärts gerichtet und bis zu 6 Zentimeter lang. Die bis zu 15 bereiften Randdornen weisen eine Länge von bis zu 8 Millimeter auf. 
Die cremeweißen Blüten erreichen eine Länge von bis zu 12 Zentimeter und weisen einen Durchmesser von 4,5 Zentimeter auf.

## Verbreitung und Systematik
Haageocereus pluriflorus ist in Peru in der Region Arequipa im Tal des Río Majes verbreitet.
Die Erstbeschreibung erfolgte 1957 durch Werner Rauh und Curt Backeberg. Nomenklatorische Synonyme sind Haageocereus platinospinus var. pluriflorus (Rauh & Backeb.) F.Ritter (1981) und Echinopsis pluriflora (Rauh & Backeb.) Mayta (2015).

## Nachweise